# ناحیه ژرمن‌تاون، شهرستان کلینتون، ایلینوی
ناحیه ژرمن‌تاون، شهرستان کلینتون، ایلینوی (به انگلیسی: Germantown Township) یک منطقهٔ مسکونی در ایالات متحده آمریکا است که در شهرستان کلینتون، ایلینوی واقع شده‌است. ناحیه ژرمن‌تاون ۲٬۰۷۰ نفر جمعیت دارد و ۱۲۶ متر بالاتر از سطح دریا واقع شده‌است.